# Gra w klasy (powieść)

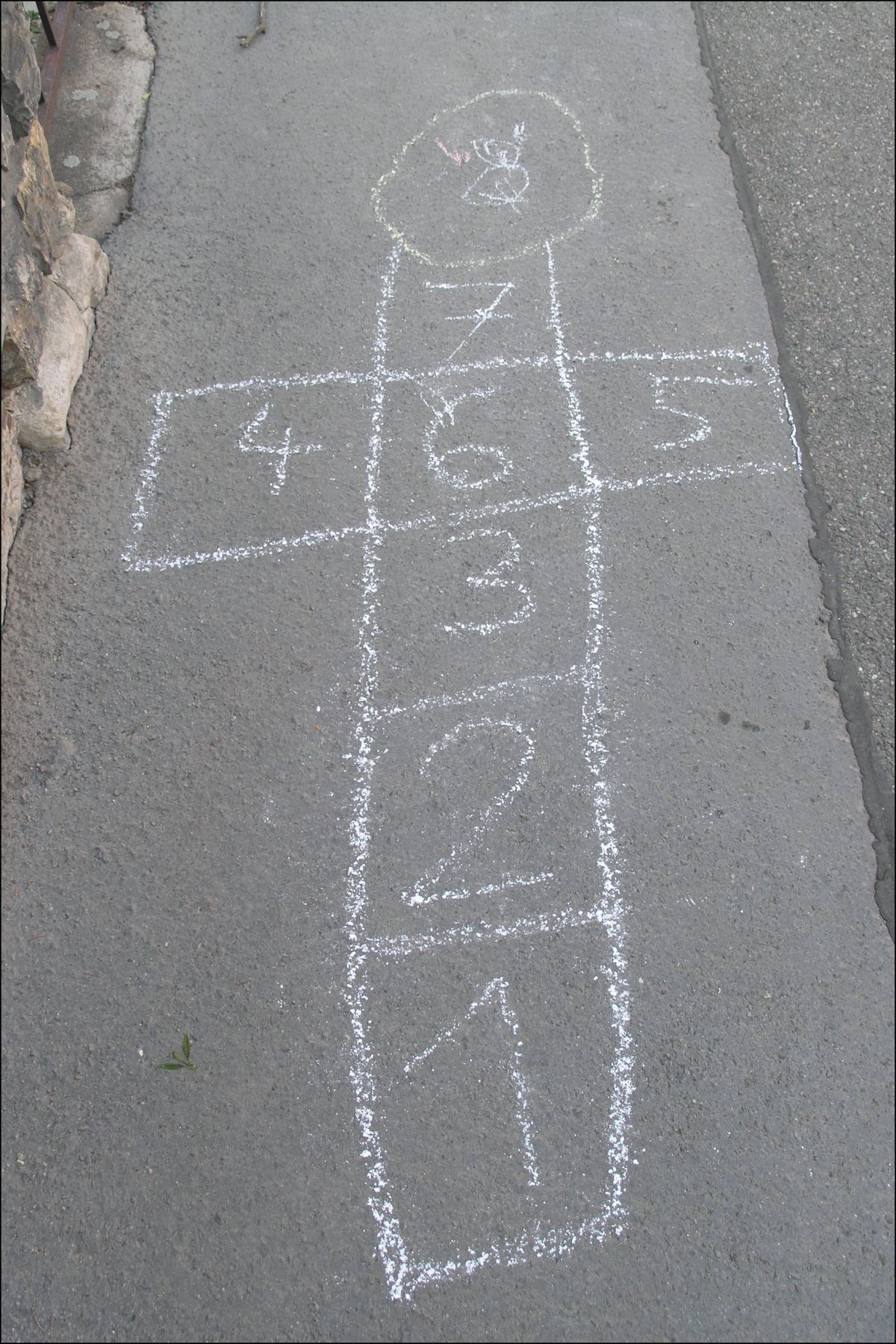
Tytuł powieści nawiązuje do dziecięcej zabawy

Gra w klasy (hiszp. Rayuela) – eksperymentalna powieść Julia Cortázara wydana w 1963 w Buenos Aires przez wydawnictwo Editorial Sudamericana; obejmuje 155 krótkich rozdziałów, podzielonych na trzy części: Z tamtej strony, Z tej strony, Z różnych stron (rozdziały, bez których można się obejść). W Polsce ukazała się w 1968 w przekładzie Zofii Chądzyńskiej nakładem Spółdzielni Wydawniczej „Czytelnik” i szybko stała się książką kultową.
Przedstawiony poniżej szkic ukazuje książkę czytaną "normalnie"; aby uzyskać więcej informacji na temat różnych sposobów czytania powieści, przejdź do sekcji "Z różnych stron".

## Bohaterowie

### Główni
- Horacio Oliveira

#### Paryż
- Maga, właśc. Luisa (La Maga, Lucía)
- Rocamadour, właśc. Carlos Francisco
- członkowie Klubu Węża:
  - Osip Gregorovius
  - Ronald
  - Babs
  - Etienne
  - Wong
  - Perico Romero

#### Argentyna
- Traveler, nazywany także Manu
- Talita
- Gekrepten

### Epizodyczni

#### Paryż
- Guy Monod
- Berthé Trepat
- Pola
- Morelli
- bezdomna Emmanuèle

#### Argentyna
- señora Gutusso
- pracownicy szpitala psychiatrycznego: Ferraguto, jego żona Kuka Ferraguto, Remorino, Ovejero
- pacjenci szpitala psychiatrycznego, wśród nich Osiemnastka (przezwany od numeru pokoju)

## Z tamtej strony
Z tamtej strony to sugestywny obraz żyjących w Paryżu młodych intelektualistów (głównie emigrantów z Ameryki Południowej), spędzających niezliczone wieczory na spotkaniach w ciasnym mieszkaniu 4 na 3,5 metra. W dymie papierosowym i oparach alkoholu słuchają oni jazzu, starego bluesa i muzyki poważnej oraz toczą niekończące się metafizyczne dyskusje o Klee i Mondrianie, Awerroesie, Dizzym Gillespie i Bessie Smith, zawiłościach języka i chińskich torturach. Zgromadzeni przyjaciele tworzą spontanicznie dadaistyczne łańcuchy skojarzeń i upijają się do nieprzytomności tanią wódką.
Charakterystyczny dla tej części książki jest klimat artystycznej bohemy i walki z drobnomieszczaństwem; odkrywaniem piękna w codzienności i w strzępach cywilizacji. Z drugiej jednak strony bohaterowie książki tak naprawdę nie rozmawiają ze sobą, a raczej walczą na słowa. Są bezustannie zagubieni w nieprawdopodobnie złożonych rozważaniach intelektualnych, z których nic nie wynika, a nawet najbardziej tragiczne fakty oglądają przez pryzmat niezliczonych skojarzeń literackich i filozoficznych. W końcu jeden z głównych bohaterów, Horacio Oliveira, na pół ucieka, a na pół zostaje wyrzucony z grona towarzyszy i wraca do Ameryki Południowej.

## Z tej strony
Po drugiej stronie Oceanu Atlantyckiego jest dużo spokojniej i proza Cortázara traci charakterystyczną dla pierwszej części pośpieszność i urywkowość. Akcja toczy się w Buenos Aires, wciąż w atmosferze wyrafinowanych intelektualnych potyczek, które zwykle kryją za sobą walkę w świecie rzeczywistym. Oliveira np. gra ze swoimi przyjaciółmi w liczne zabawy językowe, polegające na wyławianiu dziwnych słów czy budowaniu wyrafinowanych i piętrowo złożonych zdań; często jednak tego typu rozgrywki prowadzą do spięć między graczami.
Cortázar wciąga nas w świat, w którym niezwykle subtelne rozróżnienia filozoficzne wpływają bezpośrednio na zachowania bohaterów, ludzie kłócą się ze sobą z powodów nie do końca zrozumiałych, a sąsiadujący ze sobą Oliveira i Traveler bezustannie walczą ze sobą mimo pozornej przyjaźni. Zakończenie nie jest jednoznaczne, i wciąż pozostawia czytelnika w atmosferze bardzo trudnych przyjaźni, jakie łączą południowoamerykańskich intelektualistów.

## Z różnych stron
Ta część to zbiór luźnych, niezwiązanych ze sobą notatek, które w pewnym sensie uzupełniają kolejne rozdziały książki. Powieść można bowiem czytać na dwa podstawowe sposoby. Pierwszy z nich to rozpoczęcie na rozdziale 1 i zakończenie na 56, czytając kolejno. Powyższe streszczenie przedstawia świat "Gry w klasy" z takiej właśnie perspektywy. Można jednak podejść do lektury w inny sposób.
Na końcu każdego rozdziału umieszczony jest numer rozdziału, zwykle inny od kolejnego, do którego można przejść w przypadku alternatywnej lektury powieści. W tej sytuacji po rozdziale 42 korzystamy z sugestii "(75)" i sięgamy po siedemdziesiąty piąty rozdział (znajdujący się w części "Z różnych stron"), po czym wracamy do "normalnego" toku powieści, czyli nr 43. Powstaje więc "druga wersja książki", w której kolejność rozdziałów przedstawia się następująco:
73 – 1 – 2 – 116 – 3 – 84 – 4 – 71 – 5 – 81 – 74 – 6 – 7 – 8 – 93 – 68 – 9 – 104 – 10 – 65 – 11 – 136 – 12 – 106 – 13 – 115 – 14 – 114 – 117 – 15 – 120 – 16 – 137 – 17 – 97 – 18 – 153 – 19 – 90 – 20 – 126 – 21 – 79 – 22 – 62 – 23 – 124 – 128 – 24 – 134 – 25 – 141 – 60 – 26 – 109 – 27 – 28 – 130 – 151 – 152 – 143 – 100 – 76 – 101 – 144 – 92 – 103 – 108 – 64 – 155 – 123 – 145 – 122 – 112 – 154 – 85 – 150 – 95 – 146 – 29 – 107 – 113 – 30 – 57 – 70 – 147 – 31 – 32 – 132 – 61 – 33 – 67 – 83 – 142 – 34 – 87 – 105 – 96 – 94 – 91 – 82 – 99 – 35 – 121 – 36 – 37 – 98 – 38 – 39 – 86 – 78 – 40 – 59 – 41 – 148 – 42 – 75 – 43 – 125 – 44 – 102 – 45 – 80 – 46 – 47 – 110 – 48 – 111 – 49 – 118 – 50 – 119 – 51 – 69 – 52 – 89 – 53 – 66 – 149 – 54 – 129 – 139 – 133 – 140 – 138 – 127 – 55 – 56 – 135 – 63 – 88 – 72 – 77 – 131 – 58 – 131
Rozdziały "podstawowe" są więc uzupełnione o krótkie fragmenty dialogu, wycinki z gazet, cytaty z filozofów czy refleksje na temat bohaterów powieści. Lektura książki wzbogacona o te "uwagi na marginesie" jest dużo bogatsza i zmienia odbiór powieści. Ponieważ tematyka tych dodatkowych fragmentów jest nierzadko bardzo odległa od toku opowieści, wymaga to od czytelnika dużej samodzielności i pozostawia sporą przestrzeń do samodzielnej interpretacji. Nie da się jednoznacznie powiedzieć, co wynika z tego innego sposobu czytania powieści. A ów drugi sposób czytania "Gry w klasy" nie jest ostateczny – autor otwiera nam drzwi do własnych poszukiwań, dzięki czemu jest to "książka otwarta". Każdy czytelnik znajdzie w niej swoją własną powieść.